# Pieve dei Santi Giovanni ed Ermolao
La pieve dei Santi Giovanni ed Ermolao si trova a Calci.

## Storia
Fu edificata approssimativamente tra il 1095 e il 1111 circa, al tempo dell'Arcivescovo Dalberto. Un documento del 1174 indica infatti che la pieve, il campanile, un chiostro ed un mulino annessi alla pieve furono edificati al posto di una cappella preesitente sul terreno dell'Arcivescovato di Pisa. La Diocesi di Pisa fu elevata ad Arcidiocesi solo nel 1092, stabilendo quindi un termine post-quem per l'edificazione della chiesa. Tradizionalmente la chiesa è associata a Daiberto, in carica come arcivescovo di Pisa dal 1092 al 1098, permettendo quindi di stabilire che la chiesa fu iniziata in questa finestra di tempo. Nel 1111 la reliquie di Ermolao, cui la chiesa è dedicata, furono qui traslate, come riportato su un pilastro dell'altare maggiore, di nuovo stabilendo un termine ante-quem per la fine della costruzione, almeno di gran parte della chiesa.

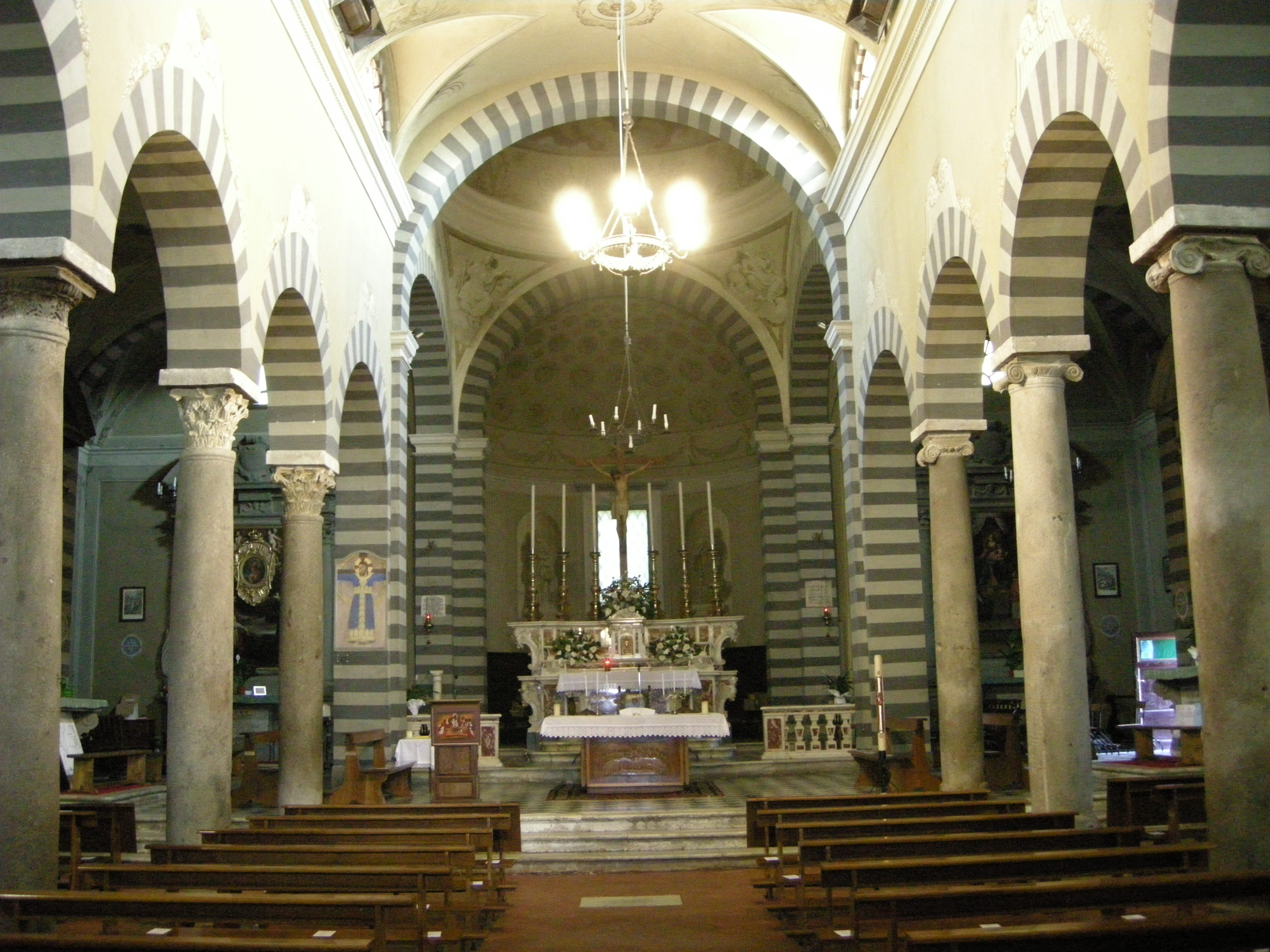
L'interno

La struttura ha subito, poco dopo la sua edificazione, l'ampliamento della parte sinistra della facciata per coprire la cappella che accoglieva il fonte battesimale. Per questo motivo la facciata è asimmetrica. Negli anni 1140-1180 fu costruito il transetto. 
Nel 1617 venne restaurata e ampliata su progetto dell'architetto Cosimo Pugliani. In quegli anni venne ultimato il transetto, allargata l'abside e rifatte le volte e realizzati gli altari laterali e l'arco sovrastante il fonte battesimale.

## Descrizione
La facciata è spartita in doppio ordine di arcate cieche.
Forme classicizzanti caratterizzano l'interno di impianto basilicale, suddiviso in tre navate da colonne sormontate da capitelli neocorinzi che articolano lo spazio in sei campate prima del transetto, della cupola al centro e dell'ampia abside. Lo stile è barocco.
In origine la chiesa seguiva probabilmente l'impianto tipico del Romanico Pisano con tre navate voltate a capriate lignee, sostenute da muri spessi, illuminate da sottili finestre e suddivise in otto campate con archi a tutto sesto, abside unica al termine della navata centrale e assenza di transetto.
Tra le opere, due dipinti di Aurelio Lomi, una tavola con la Madonna col Bambino di Jacopo di Michele detto il Gera e quanto rimane (il volto) di una croce dipinta del XII secolo.
L'opera più importante è sicuramente il fonte battesimale del XII secolo, che reca nella faccia anteriore le raffigurazioni a di Gesù Cristo, di san Giovanni Battista, della Vergine e di due Angeli. Costituisce una delle più importanti testimonianze dei caratteri neoantichi assunti dalla scultura nell'area pisano-lucchese. Ulteriori citazioni classiche sono costituite dalla raffigurazione del fiume Giordano in forma umana e dall'inserimento di angeli-genii.

## La torre campanaria
L'imponente campanile di pianta quadrangolare è collocato di fianco al transetto sinistro della pieve. Posto a breve distanza dalle mura della chiesa, presenta sul lato sud un maestoso portale d'ingresso ad arco ogivale.
Alcuni storici e appassionati locali intravedono nella possente base quadrangolare del campanile i resti di un'antica torre difensiva o di avvistamento, le cui ampie fondazioni potrebbero esser nascoste sotto l'attuale livello stradale. La presenza di due finestre sui lati nord ed est con le caratteristiche tipiche delle feritoie per arcieri, ovvero alte e strette con ampie strombature interne, è portata a parziale prova di tale ipotesi, insieme alla maestosità dell'opera che misura esternamente quasi 9 metri di larghezza.
Altri autori hanno comunque, in passato, sostenuto l'improbabilità di una tale origine, ritenendola frutto di una leggenda popolare.

## Altre immagini

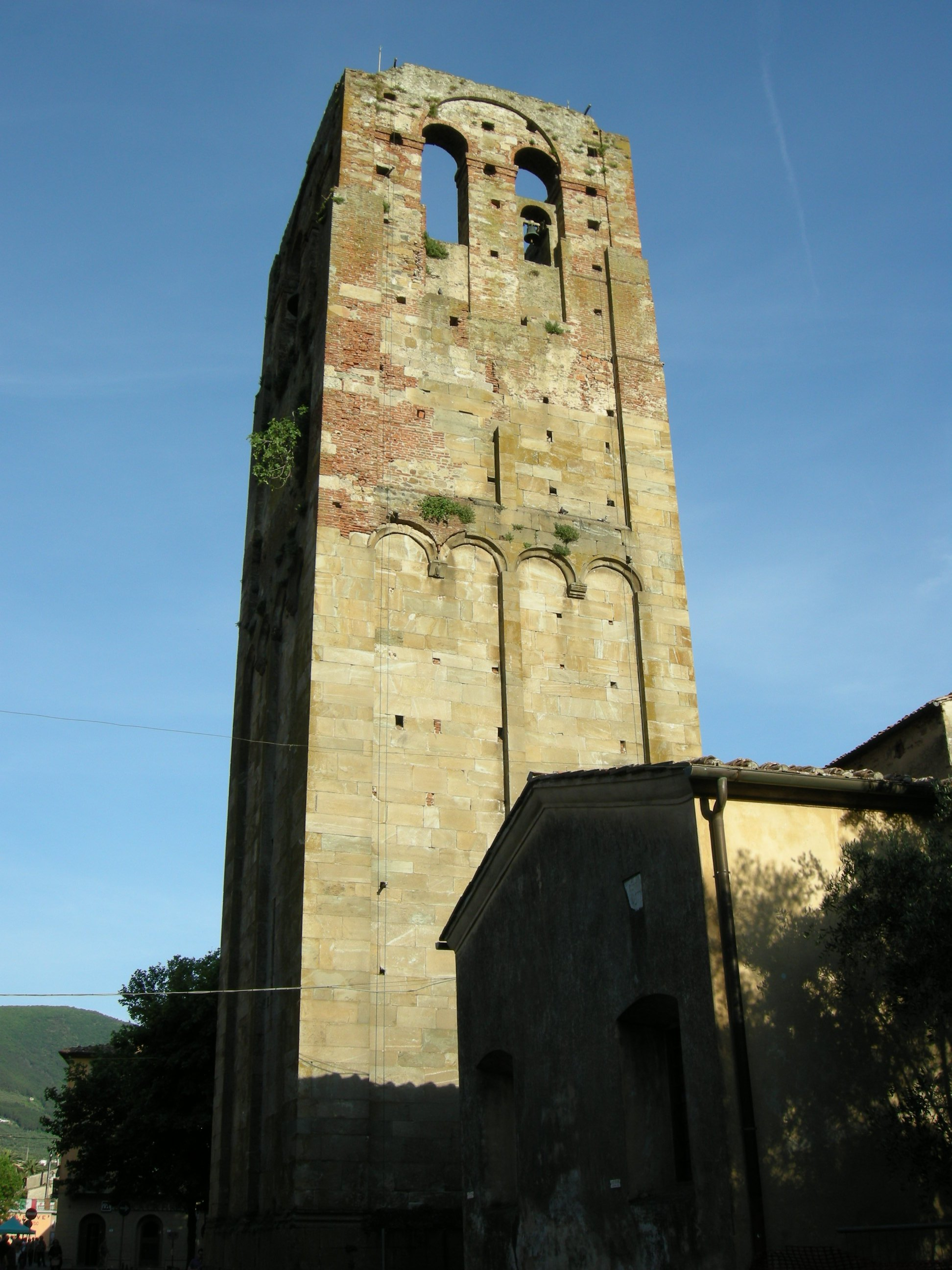
La torre campanaria
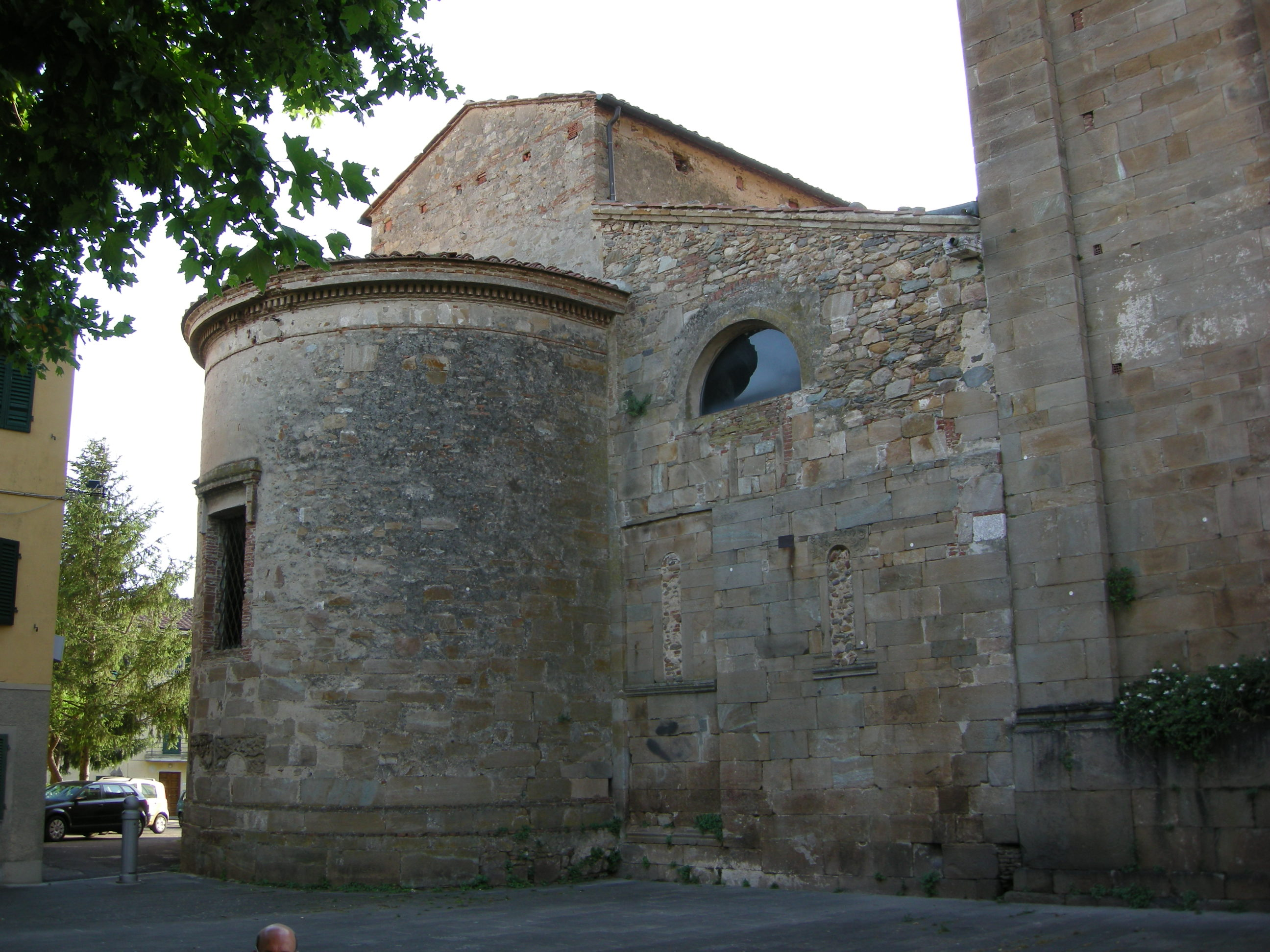
L'abside
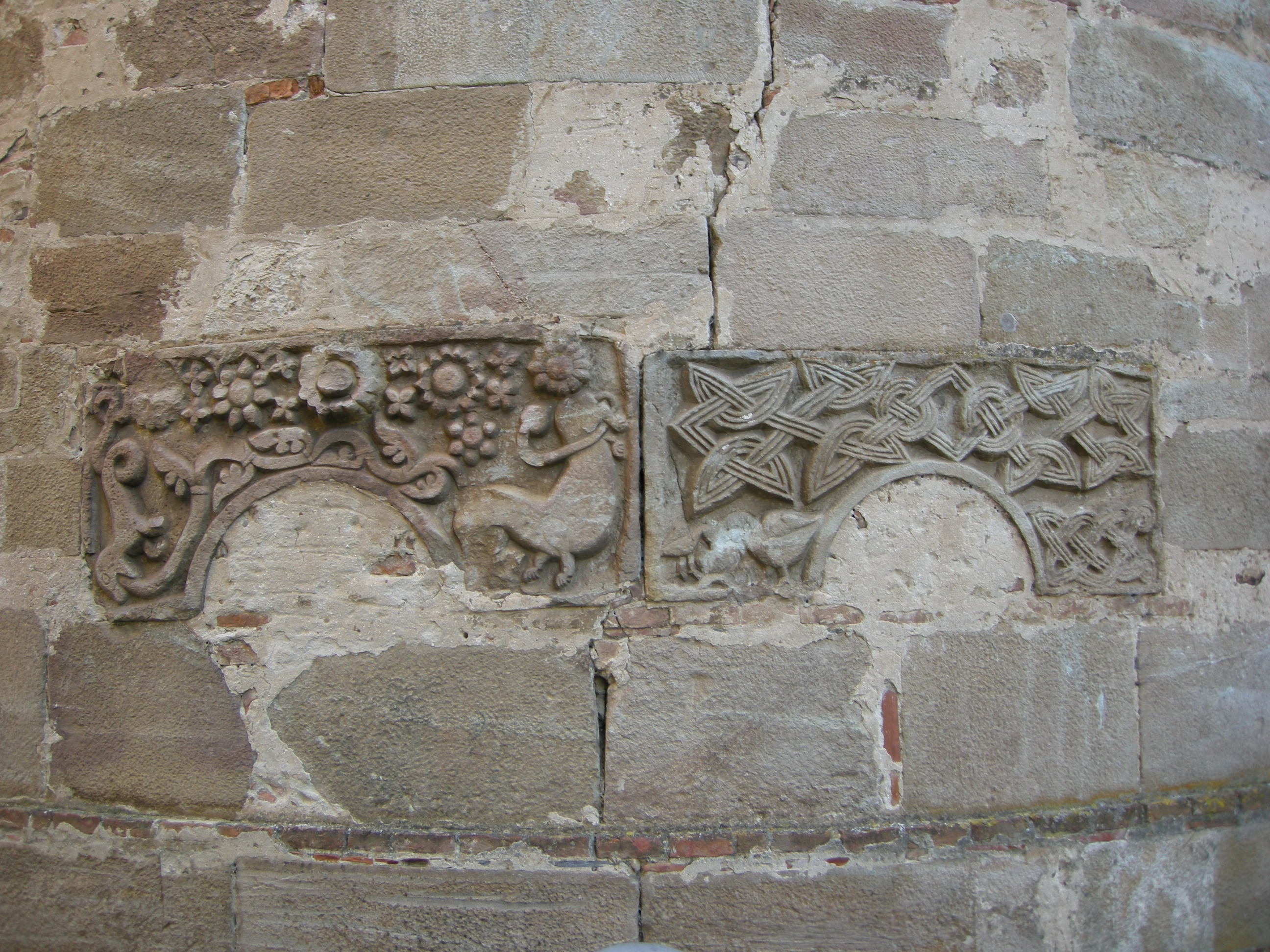
Rilievo sull'abside
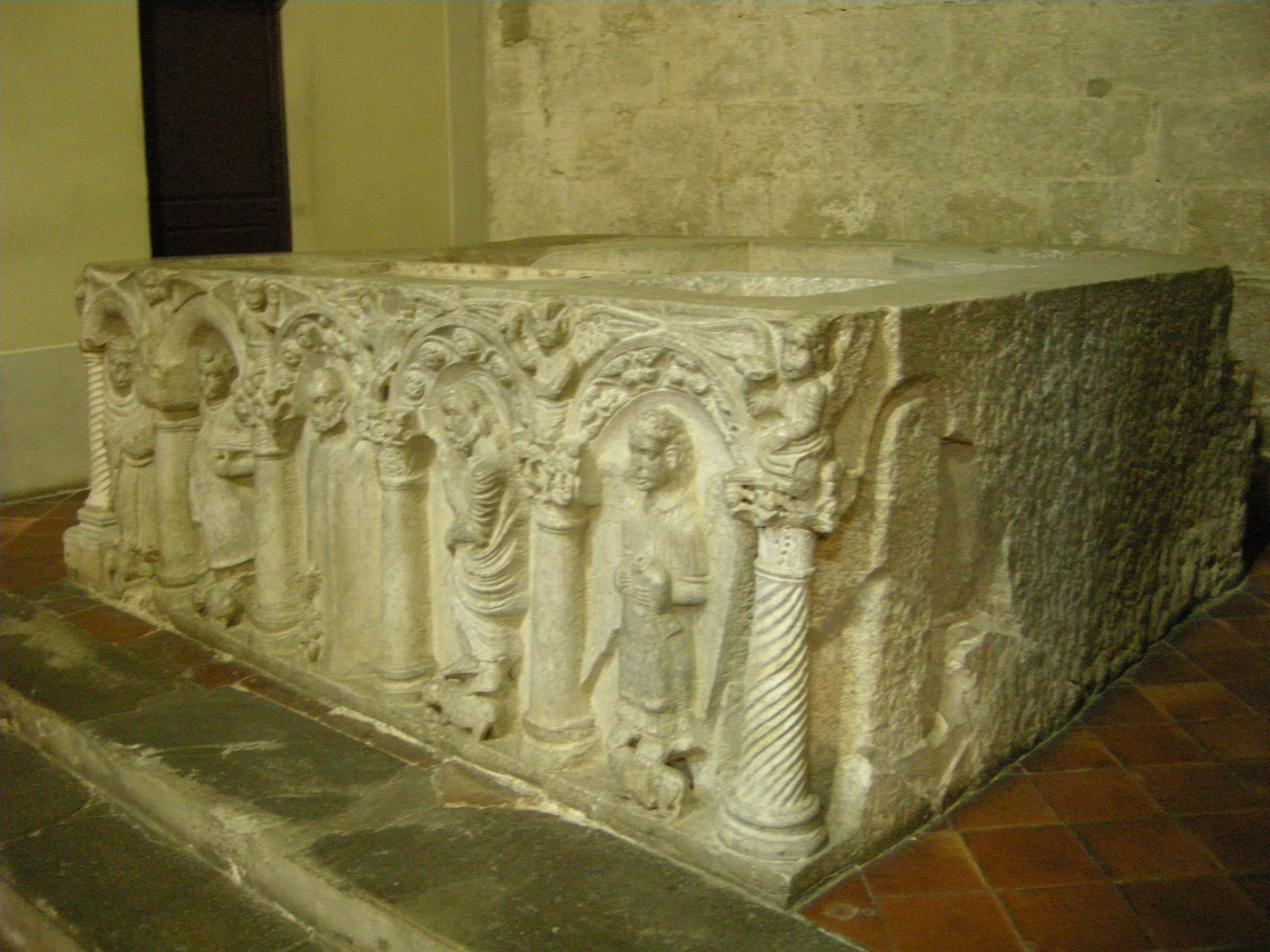
Fonte battesimale